# Automatic Transmitter Identification System
Automatic Transmitter Identification System (ATIS) je automatický systém pro identifikaci rádiových zařízení na vnitrozemských vodních cestách. V Česku ho upravuje norma ČSN ETSI EN 300 698.

## Struktura kódu
Systém ATIS používá desetimístné číselné kódy s následující strukturou:
YZZZPPVVVV
kde
- Y je vždy 9 označující vnitrozemskou vodní cestu
- ZZZ je trojciferný kód státu (pro Česko platí kód 270)
- PP označuje prefix volací značky – 01 pro OA, 02 pro OB atd.
- VVVV je zbytek volací značky (část za prefixem)

### Příklad
9270128609
- 9 – vnitrozemské vodní cesty
- 270 – kód země: Česká republika
- 12 – prefix volací značky: OL
- 8609 – část za prefixem: 8609